# Arena do Juruá
A Arena do Juruá é um estádio localizado no município de Cruzeiro do Sul no Estado do Acre. Sua capacidade é de 8.000 pessoas[carece de fontes?] e representa a segunda arena mais moderna do Acre em 2010

## História
Inaugurado em dezembro de 2010, no município de Cruzeiro do Sul, ao preço de R$ 20 milhões,no final da gestão do governador Binho Marques (PT), com capacidade para 8 mil torcedores, sem que estivesse concluído, contando apenas com arquibancada, no lado oeste, além da sala de imprensa, restaurantes, camarotes e bilheterias. Ao inaugurá-lo, o governo anunciou que a conclusão integral aconteceria em 2012, quando o estádio alcançaria capacidade para 15 mil torcedores, com arquibancadas em toda a volta.
O estádio tem condições para a prática do futebol, estando apto inclusive para jogos do Campeonato Brasileiro da série C e Copa do Brasil

## Problemas de gestão
A Arena do Juruá, praça esportiva de Cruzeiro do Sul, distante 648 km de Rio Branco, já teve problemas de gestão financeira como o corte de fornecimento de energia interrompido pela Eletrobras Distribuição Acre, devido ao atraso no pagamento das faturas. O estádio teve o fornecimento cortado por ordem do secretário do estado.
O estádio já teve sua renda retida pela Vara do Trabalho de Cruzeiro do Sul, para garantir o pagamento de verbas trabalhistas. A decisão liminar, proferida pelo juiz do trabalho titular Dorotheo Barbosa Neto, ainda determinou o arresto cautelar das contas do time de futebol, afim de bloquear os valores arrecadados na partida realizada contra o clube Galvez, que contou com 831 participantes.